# Benjamin Biedlingmaier
 Benjamin Biedlingmaier (* 9. Januar 1986 in Wiesensteig) ist ein deutscher Koch.

## Werdegang
Biedlingmaier entstammt einer Gastronomenfamilie, die den Gasthof Zum See in Wiesensteig führen. Er kochte zuerst im Hotel Traube Tonbach im Restaurant Silberberg in Baiersbronn und wechselte dann zum Hotel am Schlossgarten in Stuttgart. Danach ging er zum  Mandarin Oriental in München und zum Restaurant Schlossstern im Schloss Velden am Wörthersee. 2010 gehörte er zum Eröffnungsteam des Restaurants La Mer bei Küchenchef Sebastian Zier auf Sylt, das 2013 mit zwei Michelin-Sternen ausgezeichnet wurde. Hier war er Souschef.
Von Mai 2013 bis 2021 war Biedlingmaier Küchenchef im Restaurant Caroussel im Bülow Palais in Dresden, das mit einem Michelin-Stern ausgezeichnet wurde. Biedlingmaier kocht klassische Gourmetküche mit besonderem Interesse an vegetarischen Gerichten. 2021 bot er in Dresden Speisen zum Versenden an.
Seit September 2023 führt er das Opera Dining&Bar in der Altstädtischen Hauptwache an der Semperoper.

## Auszeichnungen
- 2013–2021: Ein Michelinstern für das Restaurant Caroussel in Dresden
- 2013: „Aufsteiger des Jahres 2013“ von Der Feinschmecker[10]
- 2015: „Top-50-Koch 2015“ im Schlemmer Atlas